# 214
Cette page concerne l'année 214  du calendrier julien. Pour l'année 214 av. J.-C., voir 214 av. J.-C. Pour le nombre 214, voir 214 (nombre).
L'année 214 est une année commune qui commence un samedi.

## Événements
- Janvier : Édesse obtient le statut de colonie romaine après la déposition par Caracalla de son roi Abgar IX Sévère[1].
- Printemps : Caracalla décide d'aller conquérir l'Orient, prenant exemple sur Alexandre le Grand. Accompagné de sa mère Julia Domna, il prend la route du Danube. Au passage, il séjourne dans le camp de Porolissum et combat les Quades, les Iazyges, les Goths et les Carpes qui menacent la Dacie[2]. Ses victoires lui assurent une grande popularité au sein de l’armée[3].
- Automne : Caracalla, venu de Dacie, traverse les Balkans, puis franchit l'Hellespont, où il est victime d'un naufrage. Arrivée à Troie il fait un sacrifice aux mânes d'Achille[4].
- 17 décembre : Caracalla célèbre les Saturnales à Nicomédie[5], où il passe l'hiver 214-215[6].

- Caracalla institue en Italie des correcteurs investis de pouvoirs analogues à ceux des gouverneurs de provinces (214-217). La fonction reste cependant exceptionnelle et concerne l’Italie tout entière qui conserve son indivisibilité traditionnelle[7].

## Naissances en 214
- 10 mai : Claude II le Gothique.
- 9 septembre : Aurélien, futur Empereur (214 ou 215).

- Diophante d'Alexandrie (date probable).